# Куракина, Валентина Николаевна
Валенти́на Никола́евна Кура́кина (25 октября 1927 года, деревня Сорочино, Быховский район, Могилёвская область — апрель 1944 года) — партизанка, разведчица, участница партизанского движения в Быховском районе Могилёвской области. 

## Биография
Родилась Валя Куракина 25 октября 1927 года в деревне Сорочино Быховского района Могилёвской области. До начала Великой Отечественной войны Валя окончила семь классов Мокрянской средней школы. Когда началась война Валентине не было ещё четырнадцати лет. В партизанском отряде с 1942 года, была связной, а затем партизанкой-разведчицей 425-го партизанского отряда. Командовал отрядом Валин отец — Николай Павлович Куракин (июнь 1942 — август 1942). Юная разведчица в одежде беженки ходила по сёлам и деревням, была в Студенке, в Лазаревичах, в Таймоново, собирала важные сведения о расположении и численности фашистов, сколько оружия, какая охрана, вместе со своей сестрой Кларой рассказывали об увиденном командованию. Валентина Куракина потом в отряде была медсестрой, выхаживала раненых, ходила с партизанами на боевые задания, подрывала и уничтожала фашистские гарнизоны. Весной 1944 года, в апреле Валентина Куракина заболела тифом, партизанам пришлось оставить её у надёжных товарищей до выздоровления в деревне Косичи Быховского района. Через некоторое время в деревню пришли немцы. Они нашли юную партизанку, под подушкой у Вали фашисты обнаружили револьвер, Валентина была очень слаба и не смогла воспользоваться оружием. Гитлеровцы схватили больную девочку и увезли в тюрьму в город Могилёв. Юную и слабую Валентину пытали фашисты, но сильная духом героиня, перенеся нечеловеческие муки и пытки, ничего им не сказала. Валентину Куракину гитлеровцы расстреляли. Где находится могила юной героини до сих пор точно неизвестно.
В городе Быхове есть улица и переулок, которые носят имя партизанки-разведчицы, юной героини — Валентины Николаевны Куракиной, а также её именем назван пароход Латвийского пароходства.